# Remensa
O termo remensa, do latim redimentia, era utilizado durante Idade Média, no Principado da Catalunha, para referir-se ao pagamento que os camponeses deviam dar ao seu senhor para ter a permissão para sair da terra.
Posteriormente, o termo foi aplicado para designar os produtores sujeitos a essa condição. Desse modo, os camponeses de remensa, ou simplesmente “los remensas”, eram lavradores de terras que lhes foram atribuídas de forma forçada e hereditária. Legalmente, eram homens livres, mas essa liberdade era limitada pelos laços que os ligavam à terra que cultivavam e, por meio dela, ao senhor. Sua condição não diferia substancialmente da dos camponeses de outros territórios peninsulares e no resto da Europa medieval, que eram denominados como servos. Mas as circunstâncias políticas, sociais e econômicas especiais da Catalunha medieval davam notável proeminência a essa classe social.

## Quantidade e distribuição geográfica
Estima-se que no século XV existiam entre 15.000 e 20.000 famílias remensas na Catalunha, o que representaria cerca de 100.000 pessoas, que se concentravam na "Catalunha Antiga", que incluía as dioceses de Barcelona, Girona e de Vich. Por outro lado, era raros os remensas na Nova Catalunha, ao sul do Rio Llobregat. Segundo Jaume Vicens Vives, essa maior incidência do instituto na região da Velha Catalunha decorre do fato de que aquela região teve maior influência do Império Carolíngio e, portanto, foi onde o regime feudal encontrou seu máximo desenvolvimento.
Na Antiga Catalunha, a maior concentração de remensas ocorria nas regiões de Ampurdán, Selva, Gironès, Pla de l'Estany e Osona, além do que na época se chamava La Montaña, que corresponde à área atual de "Sierra de las Guillerías", e que incluia também Garrotxa e Ripollès. Havia também uma importante população de remensas nas regiões de Vallés, Maresme e Baix Llobregat. Segundo Jaume Vicens Vives, os remensas que que estavam submetidos às mais duras condições eram os da Serra, com base no fato de que essa região foi o principal foco das duas guerras dos remensas.

## História
A condição de remessa foi ampliada entre meados do século XI e meados do século XIII - momento a partir do qual se agravou a condição servil dos camponeses do nordeste do Principado da Catalunha - quando os senhores intensificaram a sujeição pessoal daqueles que habitavam o território sob sua jurisdição. Foi nesse contexto que surgiram os chamados "maus usos senhoriais", dentre os quais se destacava a "remensa", que, em um primeiro momento, afetavam apenas alguns camponeses.
Os senhores feudais estabeleceram a "remensa" para evitar que os "seus" camponeses pudessem abandonar livremente as propriedades e ir para as cidades ou para as terras da Nova Catalunha, conquistadas dos árabes a partir do século XII.
Em um documento escrito em 1123, observa-se o uso da palavra "redemptiones" para designar os lotes de terra atribuídos às famílias de servos e para os servos que cultivavam tais lotes. Na segunda metade do século XIII, o termo "remensa" já estava consolidado social e legalmente.
Em 1283, as Cortes de Barcelona ratificaram o estatuto jurídico da "remensa", estabelecendo o resgate obrigatório para as pessoas estabelecidas nas propriedades ou locais “onde é costume se redimir”.
Em 1370, o Conselho Provincial de Tarragona proibiu que a ordenação sacerdotal dos camponeses "remensas", pois esses eram considerados uma mera "coisa" propriedade de seu senhor.

### Luta pela emancipação
O movimento emancipatório dos "remensas" teve início no século XIV, quando a situação econômica se agravou devido à crise iniciada em 1333 e ao impacto da Peste Negra, que atingiu a região da Catalunha, entre 1348 e 1351.
Após a Peste Negra, os senhores feudais reduziram as exigências sobre os camponeses para garantir que as terras continuassem a ser cultivadas. Desse modo, os "remensas" vislumbraram a possibilidade de alcançar sua emancipação, entretanto, em pouco tempo, os senhores, restabeleceram o patamar de exigências que existia antes da peste. Segundo Vicens Vives, esse foi o contexto que deu causa à radicalização do movimento dos remessas nas últimas décadas do século XIV e primeiras do século XV.
O objetivo do movimento de emancipação dos "remensas" era conseguir a liberdade pessoal sem perder seus direitos de cultivar seus lotes de terra.
Para os "remensas", era muito difícil conseguir o pagar o resgate, pois sua aceitação dependia da vontade e anuência do senhor feudal, pois não havia dispositivo legal que estipulasse as condições e forma como poderia ser efetuado o resgate, desse modo, o valor a pagar era arbitrariamente fixado pelo senhor feudal.

### Intervenção dos monarcas
A partir de 1388, o Rei João I de Aragão começou a buscar contato com os que lutavam por melhores condições para os remensas. Nesse ano os líderes dos remensas dirigiram-se ao monarca para criticar os maus usos senhoriais.
Posteriormente, Maria de Luna, que foi Rainha consorte de Aragão, entre 1396 e 1406, em decorrência do casamento com o Rei Martim I de Aragão, declarou que a situação à qual estavam submetidos os "remensas" era de uma "servidão execrável e abominável", decorrente de "costumes maus e detestáveis", "o pior, mais opressor e vil estado e condição sofrida no mundo pelos homens oprimidos pelo jugo da servidão", "males injustos, práticas ignominiosas contra Deus e a justiça", "servidão não devida de cristão a cristão e muito menos honesta", "mancha da pátria" e "infâmia da nação catalã".
Com base nesse entendimento, Maria de Luna enviou uma carta ao Antipapa Bento XIII, pedindo-lhe que publicasse uma bula  que pusesse fim a tais "servidões pestilentas e reprovadas" nos feudos eclesiásticos, transformando-as em censos perpétuos a serem pagos pelos camponeses beneficiados, mas a tal bula nunca foi publicada.
O Rei Afonso V de Aragão, que reinou entre 1416 e 1458, continuou com a política favorável aos remensas, autorizando, em julho de 1448, a formação do "Grande Sindicato Remensa", onde os camponeses puderam reunir para discutir a o combate contra os abusos senhoriais e nomear curadores para representá-los. Em troca, o sindicato deveria arrecadar 100.000 florins que seriam entregues ao tesouro real. As reuniões do sindicato eram presididas por um oficial do Rei que trazia homens armados para garantir a segurança de tais reuniões. Por meio desse instrumento, a monarquia pretendia que as demandas dos remensas fossem resolvidas por meios pacíficos.
Por outro lado, os senhores feudais tentaram sabotar as reuniões dos Remensas e, consequentemente, a tentativa da monarquia para alcançar uma solução pacífica para o conflito. Para isso, tiveram apoio nas instituições catalãs que eles controlavam como a "Diputación del General del Principado de Cataluña" (Generalitat) e o Conselho dos Cem da cidade de Barcelona, que contava com diversos latifundiários que possuíam remensas, dentre seus integrantes.
Por sua vez, em 1450, o sindicado dos "remensas" já representava cerca de 20.000 famílias e, nessas circunstâncias, apresentaram um pedido à Coroa para libertá-los dos maus usos senhoriais.
Em 1454, Rei Afonso V de Aragão, nomeou seu irmão, que posteriormente seria o Rei João II de Aragão, como novo governante da Catalunha, que deu continuidade à política de apoio à emancipação dos remensas. Desse modo, ganhou a oposição dos nobres da Velha Catalunha.
Após assumir o trono, em 1425, o Rei João II de Aragão deu continuidade à política de apoio à emancipação dos remensas, mesmo quando o confronto com as instituições catalãs ocorreu na Revolução Catalã de 1460-1461 e quando após a morte do Príncipe Carlos de Viana, em setembro de 1461, nomeou como a Rainha consorte Joana Henriques como governante da Catalunha em nome do Príncipe Fernando, que futuramente, seria o Rei Fernando II de Aragão.
Em dezembro de 1461, a Rainha Joana Henriques ordenou aos senhores feudais e eclesiásticos, que cumprissem as disposições que suspendiam os maus usos senhoriais, ao mesmo tempo em que ordenava aos remensas que fizessem os pagamentos devidos.

### Guerras Remensas
Ver: Guerras Remensas
Ambas as "guerras remensas" ocorreram no Principado da Catalunha.
A primeira ocorreu, entre 1462 e 1472, coincidindo com a Guerra Civil Catalã. Foi uma rebelião camponesa liderada pelos remensas que queriam acabar com a servidão a que estavam submetidos pelos senhores feudais.
Nesse conflito, os Remensas, liderados por Francesc de Verntallat, ficaram do lado do Rei João II de Aragão em seu confronto contra as instituições catalãs que se rebelaram contra ele. A guerra terminou com a vitória do lado fiel ao Rei, mas isso não significou o fim da opressão contra os remensas, pois o Rei João II de Aragão preferiu cumprir os compromissos com alguns senhores feudais que o apoiaram na disputa e, portanto, não atendeu às reivindicações dos remensas.
A segunda guerra ocorreu entre 1484 e 1485. Nesse conflito, os rebeldes eram liderados por Pere Joan Sala, que também participou da primeira guerra remensa, liderado por Francesc de Verntallat. Por sua vez, Francesc de Verntallat preferiu não combater nesse novo conflito e sim liderar um setor moderado dos remensas que procurou uma solução para o conflito através da mediação do Rei Fernando II de Aragão.
Nesse conflito, os rebeldes foram derrotados, no dia 24 de março de 1485, na Batalha de Llerona, na qual Pere Joan Sala foi feito prisioneiro.
No dia 21 de abril de 1486, foi publicada a Sentencia arbitral de Guadalupe que libertou os remensas dos maus usos senhoriais.